# SN 2008eo
SN 2008eo – supernowa typu Ia odkryta 3 sierpnia 2008 roku w galaktyce UGC 442. W momencie odkrycia miała maksymalną jasność 16,00m.